# Jezero Natron
Jezero Natron je slano jezero v regiji Aruša v Tanzaniji. To je v Gregorijev rift, ki je vzhodna veja vzhodnoafriškega tektonskega jarka.  Jezero je znotraj kotline jezera Natron, mokrišče mednarodnega pomena zaščiteno po Ramsarski konvenciji.
Jezero se hrani predvsem z južno reko Ewaso Ng'iro, ki izvira v osrednji Keniji in z vročimi izviri, bogatimi z minerali. Je precej plitev, globok manj kot 3 metre in se spreminja po širini glede na nivo vode. Jezero je največ 57 kilometrov dolgo in 22 kilometrov široko. Okoliško območje prejme neredno sezonsko količino padavin, večinoma med decembrom in majem, ki znaša 800 milimetrov na leto. Temperature na jezeru so pogosto nad 40 ° C.
Visoka raven izhlapevanja pusti za sabo natron (natrijev karbonat dekahidrat) in trona (trinatrijev hidrogendikarbonat dihidrat). Alkalnost jezera lahko doseže pH večji od 12. Okoliške kamnine so sestavljene iz alkalnih, lahkih trahitov, ki prevladujejo nad natrijem, ki so nastali v obdobju pleistocena. Lava ima veliko količino karbonatov, vendar zelo nizko raven kalcija in magnezija. To je omogočilo, da se jezero koncentrira v jedko alkalno slanico. 

## Rastlinstvo
Barva jezera je značilna za tista, kjer pride do zelo visokih stopenj izhlapevanja. Ko voda izhlapi v sušnem obdobju, se stopnja slanosti dvigne do te mere, da začne rasti sol, ki jo ljubijo mikroorganizmi. Taki halofilni organizmi so nekatere cianobakterije, ki same pripravijo hrano s fotosintezo, kot to počnejo rastline. Rdeči dodatni fotosintezni pigment v cianobakterijah proizvaja globoke rdeče odprte vode jezera in oranžne barve plitvega dela jezera. Alkalno solna skorja na površini jezera je pogosto obarvana z rdečo ali rožnato barvo s slanoljubnimi mikroorganizmi, ki tam živijo. Slani travniki in sladkovodna mokrišča ob robovih jezera podpirajo različne rastline.

## Živalstvo
Za večino živali je visoka temperatura jezera (do 60 ° C) in njegova visoka in spremenljiva vsebnost soli negostoljubna.  Kljub temu je na jezeru Natron doma nekaj endemičnih alg, nevretenčarjev in ptic. V nekoliko manj slani vodi okoli njenih robov lahko preživi tudi nekaj rib.
Jezero je edino redno območje vzreje v vzhodni Afriki za 2,5 milijona malih plamencev (Phoenicoparrus minor), katerih status 'skoraj ogroženi' je posledica njihove odvisnosti od te lokacije. Ko se slanost poveča, velja tudi za cianobakterije, jezero lahko podpira tudi več gnezd. Ti plamenci, ena velika jata v Vzhodni Afriki, se zbirajo ob bližnjih slanih jezerih in se hranijo s spirulino (modro-zeleno algo z rdečimi pigmenti). Jezero Natron je varno mesto za vzrejo, saj je njegovo jedko okolje ovira za plenilce, ki poskušajo doseči njihova gnezda na sezonsko oblikovanih evaporitnih otokih. Na plitvinah blata gnezdijo tudi veliki plamenci (Phoenicopterus roseus).
Jezero je navdihnilo dokumentarni film The Crimson Wing: Mystery of the Flamingos, ki ga je posnel Disneynature, zaradi njegovega tesnega odnosa z malimi plamenci kot edinim rednim območjem za vzrejo.
Dve endemični vrsti rib, alkalne tilapije Alcolapia latilabris in A. ndalalani, prav tako uspevajo v vodah na robovih vročih izvirov. A. alcalica je tudi prisotna v jezeru, vendar ni endemična.

## Ukrepi za zaščito
Območje okoli slanega jezera ni naseljeno, vendar je nekaj pašnikov in nekaj sezonskega gojenja. Grožnje s saliniteto zaradi povečanega dotoka mulja bodo izhajale iz bolj predvidene sečnje v porečjih Natrona in načrtovane hidroelektrarne na Ewaso Ng'iro čez mejo v Keniji. Čeprav razvojni načrti vključujejo izgradnjo nasipa na severnem koncu jezera za zadrževanje sladke vode, grožnja z redčenjem te še vedno resna. Formalne zaščite ni.
Nova grožnja jezeru Natron je predlagan razvoj obrata sode. Obrat bi črpal vodo iz jezera in ekstrahiral natrijev karbonat, da bi ga predelali v prašek za izvoz. V tovarno naj bi zaposlili več kot 1000 delavcev in zgradili elektrarno na premog, ki bi zagotavljala energijo za kompleks. Poleg tega obstaja možnost, da lahko razvijalci uvedejo hibridne kozice Artemia za povečanje učinkovitosti ekstrakcije.
Po mnenju mednarodnega uradnika RSPB za Afriko, Chrisa Magina: »Možnost, da se mali plamenci še naprej razmnožujejo ob takšnem zločinu, so skoraj nične. Na jezeru Natron je rojenih 75 odstotkov malih plamencev na svetu«.  Trenutno skupina več kot petdeset vzhodnoafriških ohranitvenih in okoljskih institucij vodi svetovno kampanjo za zaustavitev načrtovane gradnje tovarne sode, ki jo je izdelala družba Tata Chemicals Ltd iz Mumbaja v Indiji in Nacionalna razvojna družba Tanzanije. Skupino, ki deluje pod okriljem posvetovalne skupine Lake Natron, koordinira Ken Mwathe, vodja programa za ohranjanje v Afriškem sekretariatu BirdLife International.
Kot je navedeno v sporočilu iz junija 2008, Tata Chemicals ne bo nadaljeval projekta Natron in nadaljnji ponovni pregled tega projekta bo predmet načrta Ramsarskih mokrišč, ki je trenutno v pripravi. 
Zaradi svoje edinstvene biotske raznovrstnosti je Tanzanija 4. julija 2001 imenovala porečje jezera Natron na Ramsarski seznam mokrišč mednarodnega pomena. Jezero je tudi ekoregija svetovnega sklada za divje živali.

## Obisk
V bližini jezera je veliko kampov, ki so tudi osnova za plezanje na vulkan Ol Doinyo Lengai.